# Lașchiuca, Cozmeni
Lașchiuca (în ucraineană Лашківка, transliterat: Lașkivka și în germană Laschkowka) este un sat reședință de comună în raionul Cozmeni din regiunea Cernăuți (Ucraina). Are 1,643 locuitori, preponderent ucraineni (ruteni).
Satul este situat la o altitudine de 224 metri, pe malul pârâului Sovița, în partea de centru-est a raionului Cozmeni, la sud de orașul Cozmeni. De această comună depinde administrativ satul Viteluvca.

## Istorie
Localitatea Lașchiuca a făcut parte încă de la înființare din regiunea istorică Bucovina a Principatului Moldovei. După anexarea Bucovinei de către Imperiul Habsburgic în anul 1775, localitatea Lașchiuca a făcut parte din Ducatul Bucovinei, guvernat de către austrieci, făcând parte din districtul Cozmeni (în germană Kotzmann). Din 1876, funcționa la Lașchiuca o școală cu 3 clase.
După Unirea Bucovinei cu România la 28 noiembrie 1918, satul Lașchiuca a făcut parte din componența României, în Plasa Șipenițului a județului Cernăuți. Pe atunci, majoritatea populației era formată din ucraineni.
Ca urmare a Pactului Ribbentrop-Molotov (1939), Bucovina de Nord a fost anexată de către URSS la 28 iunie 1940, reintrând în componența României în perioada 1941-1944. Apoi, Bucovina de Nord a fost reocupată de către URSS în anul 1944 și integrată în componența RSS Ucrainene. 
Începând din anul 1991, satul Lașchiuca face parte din raionul Cozmeni al regiunii Cernăuți din cadrul Ucrainei independente. Conform recensământului din 1989, numărul locuitorilor care s-au declarat români plus moldoveni era de 7 (4+3), reprezentând 0,46% din populația comunei . În prezent, satul are 1.643 locuitori, preponderent ucraineni.

## Demografie
Componența lingvistică a localității Lașchiuca
     Ucraineană (99,45%)
     Alte limbi (0,49%)
Conform recensământului din 2001, majoritatea populației localității Lașchiuca era vorbitoare de ucraineană (99,45%), existând în minoritate și vorbitori de alte limbi.
1989: 1.526 (recensământ)
2007: 1.643 (estimare)

### Recensământul din 1930
Componența etnică a comunei Lașchiuca (județul Cernăuți)
     Români (1,03%)
     Ruteni (92,93%)
     Evrei (1,89%)
     Polonezi (4,02%)
     Germani (0,13%)
Componența confesională a comunei Lașchiuca
     Ortodocși (93,62%)
     Romano-catolici (4,3%)
     Mozaici (1,89%)
     Altă religie (0,19%)
Conform recensământului efectuat în 1930, populația comunei Lașchiuca se ridica la 1.741 locuitori. Majoritatea locuitorilor erau ruteni (92,93%), cu o minoritate de români (1,03%), una de evrei (1,89%), una de polonezi (4,02%) și una de germani (0,13%). Din punct de vedere confesional, majoritatea locuitorilor erau ortodocși (93,62%), dar existau și mozaici (1,89%) și romano-catolici (4,30%). Alte persoane au declarat: evanghelici\luterani (1 persoană) și greco-catolici (2 persoane).